# Fauno entretenido por cupidos
Fauno entretenido por cupidos es una escultura realizada en mármol por los artistas italianos Gian Lorenzo Bernini y su padre Pietro Bernini. Fue ejecutada durante los años 1616 y 1617, cuando Gian Lorenzo todavía no había cumplido los veinte años. Actualmente se encuentra en la colección del Museo Metropolitano de Arte en Nueva York.

## Detalles escultóricos de la obra

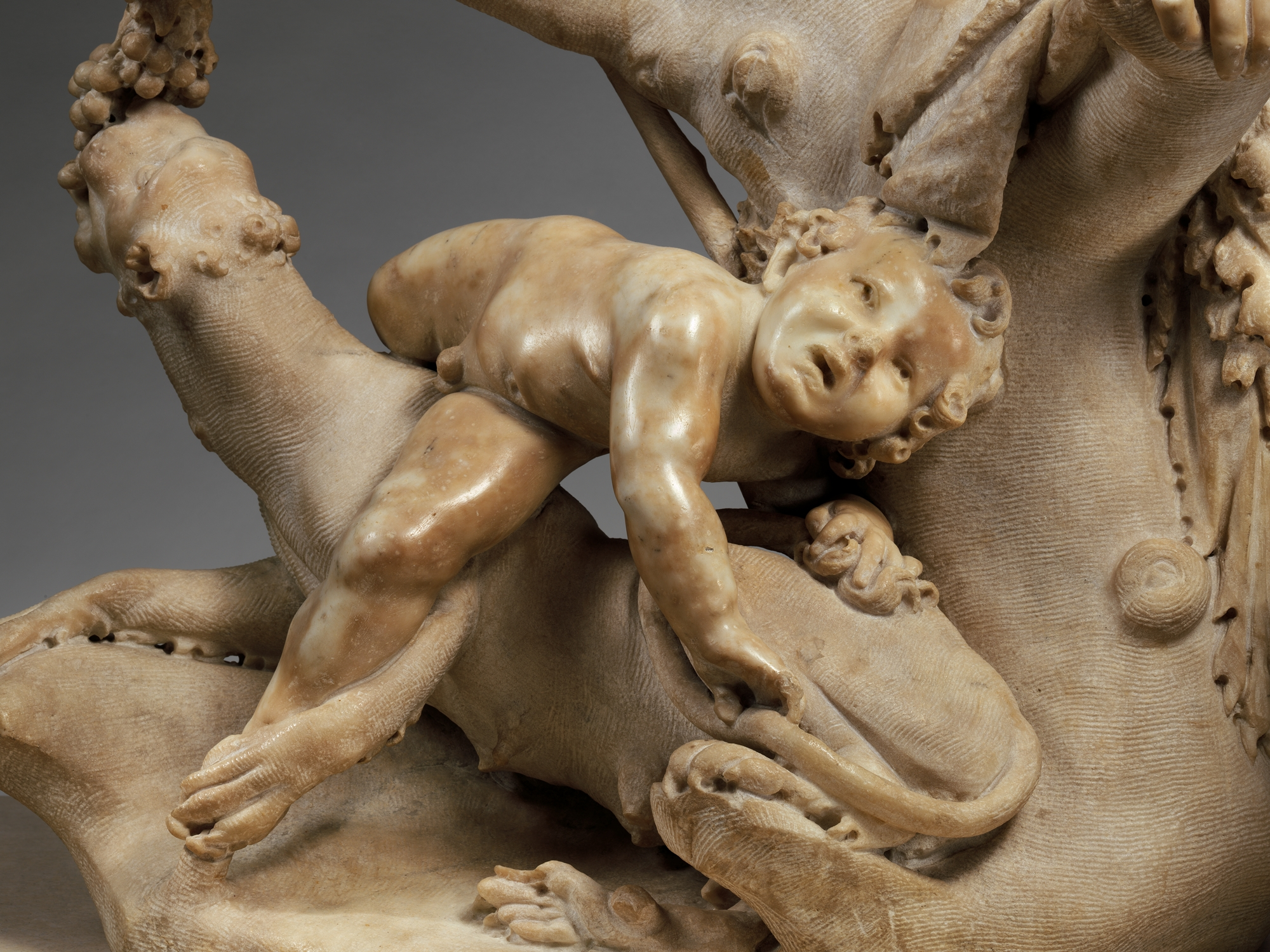
Detalle de un cupido
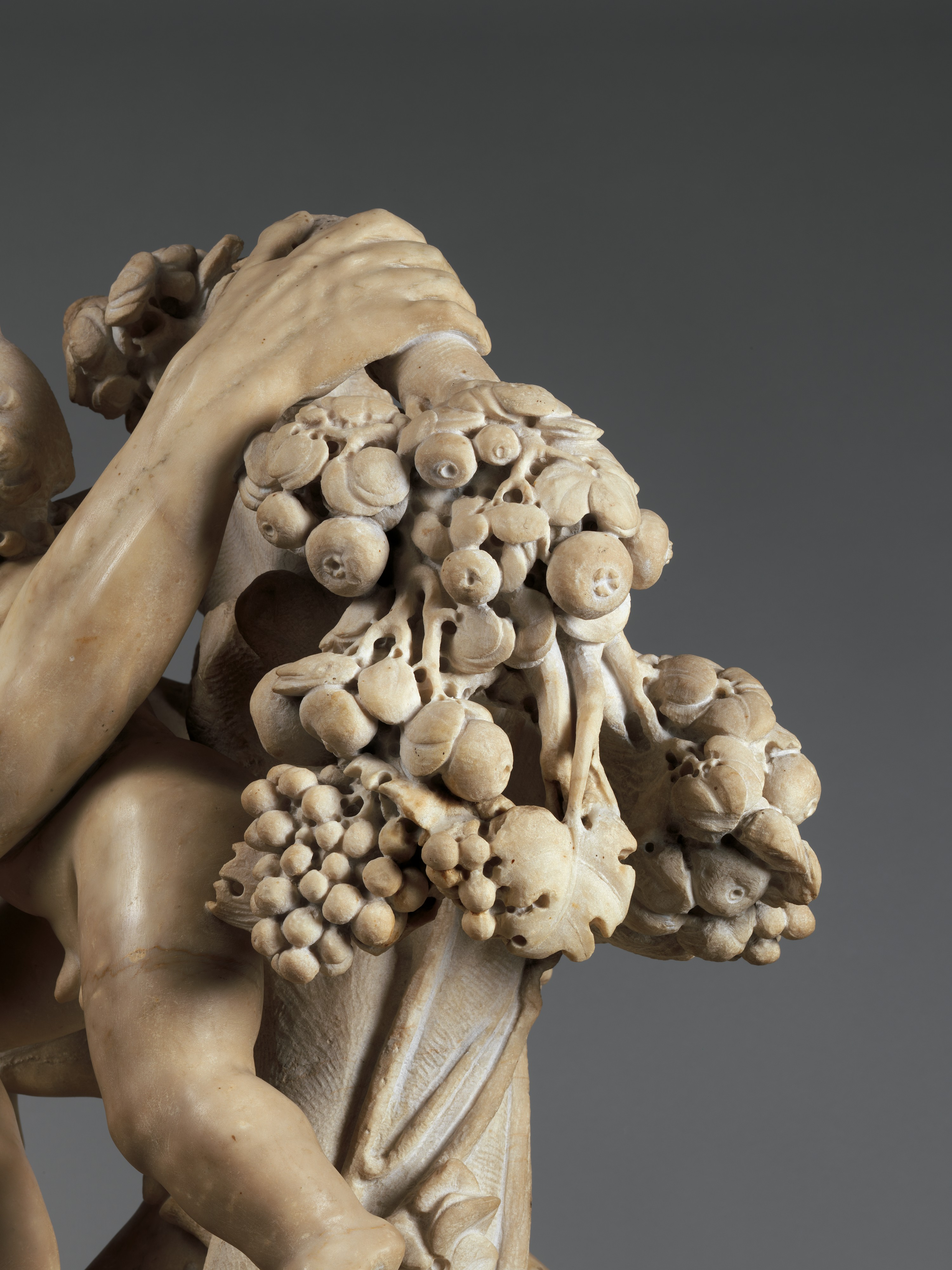
Detalle del racimo de uva
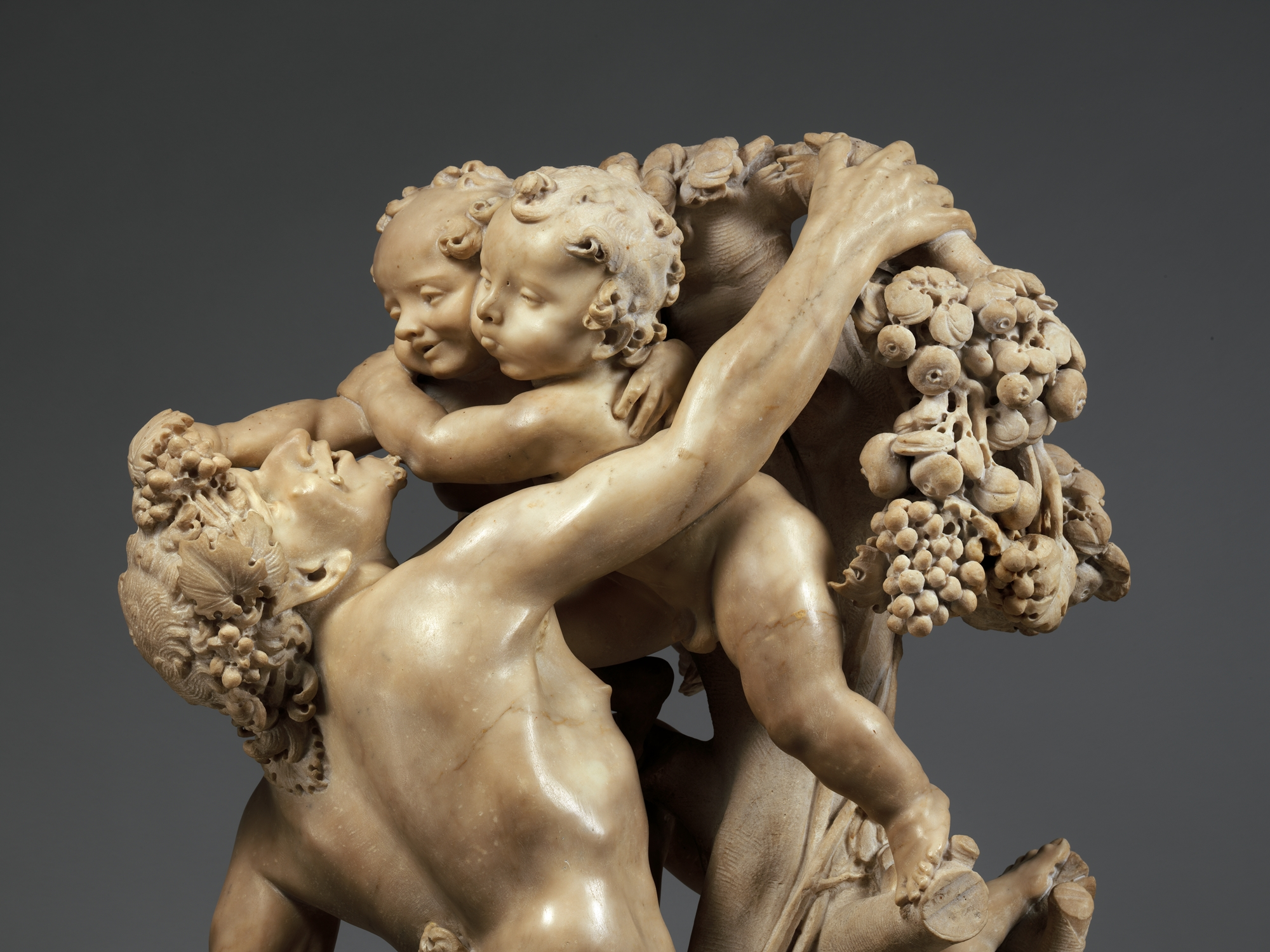
Detalle superior de la obra